# Charles Harveng
Charles Harveng, de ses prénoms complets Charles Julien Harveng, né à Lessines le 2 août 1872, et mort à Molenbeek-Saint-Jean le 12 octobre 1960, est un architecte actif à Bruxelles durant la période Art nouveau.

## Biographie
Charles Harveng, est originaire de Lessines où son père François Harveng, était entrepreneur.
Le 22 août 1898, l'architecte Charles Julien Harveng, fils de l'entrepreneur François Harveng et de Julie Hoton, épousait à Molenbeek-Saint-Jean (Bruxelles), Adèle Céline Simar, institutrice communale, née le 11 mars 1868 à  Molenbeek-Saint-Jean.
Il existe de lui une photographie ancienne publiée.

## Constructions
- 1899 : boulevard Léopold II à Bruxelles, maison pour Monsieur Orlent, avec ornement en sgraffite (marguerite) par Gabriel Van Dievoet[3].

- 1911 : Laeken, villa isolée avec rez-de-chaussée commercial avenue Prudent Bols, 131, donnant rue Laneau, 46[4].

- 1912 :  Anderlecht, maison ou immeuble de rapport, rue Bara, 168[5].

- 1924 : Ixelles, maison bourgeoise, avenue Maurice, 5[6].